# Базеж (Ендр)
Базеж (фр. Bazaiges) насеље је и општина у централној Француској у региону Центар (регион), у департману Ендр која припада префектури la Châtre.
По подацима из 2011. године у општини је живело 226 становника, а густина насељености је износила 12,3 становника/km². Општина се простире на површини од 18,37 km². Налази се на средњој надморској висини од 265 метара (максималној 280 m, а минималној 175 m).

## Демографија
| 1962. | 1968. | 1975. | 1982. | 1990. | 1999. | 2011. |
| ----- | ----- | ----- | ----- | ----- | ----- | ----- |
| 338   | 382   | 334   | 306   | 244   | 230   | 226   |

График промене броја становника у току последњих година